# Manoir de la Marsaulaie
Le manoir de la Marsaulaie est un manoir situé à Saint-Mathurin-sur-Loire, en France.

## Localisation
Le manoir est situé dans le département français de Maine-et-Loire, sur la commune de Saint-Mathurin-sur-Loire.

## Historique
L'édifice est inscrit au titre des monuments historiques en 1972.